# Rapiqum
Rapiqum var en stadsstat i forna Mesopotamien och skall ha legat norr om Babylon men söder om Mari, sannolikt vid Eufratflodens östra strand. Staten tros ha legat nära antingen Ramadi eller Falluja i dagens Irak men dess exakta plats är just nu okänd. Rapiqum omnämns i flera källor från forna Mesopotamien. Bland annat i skrifter av Sin-Iddinam som var kung av Larsa och i lertavlor funna i Mari. Rapiqum skall ha stridit mot Larsa under Rim-Sins tid som kung av Larsa och erövrades sedan av Hammurabi av Babylon under hans tionde eller elfte år på tronen. Rapiqum förblev sedan en del av Babyloniska imperiet men tillföll under kortare perioder Assyrien och Enshunna. Rapiqum verkar ha varit en gränsstad i Babyloniska imperiet. 